# Protais Zigiranyirazo
Pour les articles homonymes, voir Monsieur Z.
Protais Zigiranyirazo (alias « Monsieur Z. »), né en 1938, a été considéré comme un des principaux responsables du génocide des Tutsi au Rwanda. Reconnu coupable en 2008, il est acquitté en appel en novembre 2009. Il est le frère d'Agathe Habyarimana, la veuve de Juvénal Habyarimana.

## Biographie
Protais Zigiranyirazo a été arrêté le 27 juillet 2001 et placé sous mandat de dépôt. Il était arrivé à Bruxelles un mois auparavant, porteur d'un faux passeport. Il se cachait parmi des réfugiés africains rassemblés dans un centre d'accueil de l'aéroport de Bruxelles. Recherché par le Tribunal pénal international (TPI) d'Arusha (Tanzanie), qui juge les organisateurs du génocide des Tutsi au Rwanda, il avait réussi à échapper jusqu'à cette date aux contrôles policiers. Une dénonciation, parvenue au juge d'instruction Damien Vandermeersch, a débouché sur son incarcération à la prison de Forest à Bruxelles. Il y a été interrogé par les agents du FBI (la police fédérale américaine) qui enquêtent  sur la mort de la célèbre primatologue américaine Dian Fossey mais c'est pour sa participation présumée au génocide de 1994 qu'il a été arrêté.
Poursuivi pour crime de génocide devant le Tribunal pénal international pour le Rwanda (TPIR), il est tout d'abord reconnu coupable, le 18 décembre 2008, de génocide et d'extermination constituant un crime contre l'humanité. Puis il a été acquitté en appel le 16 novembre 2009. Selon l'AFP, « les cinq juges de la chambre d'appel ont cependant conclu que leurs collègues s'étaient « gravement fourvoyés dans le traitement des preuves » et qu'il n'y avait pas d'autre choix que l'acquittement. » Le juge d'appel a ordonné sa libération immédiate.
Un juriste rwandais, Diogéne Bideri, a publié une analyse qui contredit gravement le commentaire rapporté par l'AFP. Ce serait au contraire les juges d'appel qui de façon inexplicable auraient privilégié les témoins de la défense, tous membres de la famille de l'accusé. Il relève « de fausses allégations d’erreurs de droit et de fait » par la cour d'appel et « l'absence d’erreurs de droit et de fait dans les conclusions de la Chambre de première instance »
Cet acquittement, officiellement justifié par des vices de formes[réf. nécessaire], est vivement contesté par les rescapés du génocide. Ainsi Yolande Mukagasana a lancé « une mise en garde » au Tribunal pénal international pour le Rwanda quelques jours après :
«  Aujourd’hui, on relâche un des cerveaux du génocide pour vice de procédure (1) et Dieu sait que ce n’est pas le premier. Les plus importants des planificateurs du génocide sont en liberté dans les pays ayant signé la convention de Genève. Où allons-nous ? Et pour nous jeter de la poudre aux yeux, on arrête en même temps les responsables des FDRL que l’on va relâcher demain. ».
Dans un communiqué la Commission d'enquête citoyenne sur l'implication de la France dans le génocide des Tutsi au Rwanda, un collectif sans statut juridique qui regroupe des associations, a rappelé que les statuts du TPIR ont limité ses pouvoirs aux faits commis dans la seule année 1994 et que par conséquent les possibilités de mise en cause des planificateurs du génocide sont sérieusement neutralisées.
Soupçonné lorsqu'il était préfet de Ruhengeri d'être un organisateur de trafic d'or, de diamants et de dépouilles de gorilles, il a été accusé par certains témoins d'avoir aussi été le commanditaire de l'assassinat de Dian Fossey.